# Андерсон, Уильям Расселл
Уи́льям Ра́сселл А́ндерсон (англ. William Russell Anderson; 1942—2013) — американский ботаник.

## Биография
Уильям Андерсон родился 24 сентября 1942 года в городе Тусон в семье Джона Андерсона и Элеаноры МакКэддон. Учился в Университете Дьюка, в 1964 году окончил его со степенью бакалавра наук. После этого продолжил обучение в Мичиганском университете, через год получив степень магистра наук, а в 1971 году стал доктором философии.
С 1971 года Андерсон работал заместителем куратора в Нью-Йоркском ботаническом саду. В 1974 году переехал в Энн-Арбор и начал преподавать на ботаническом отделении Мичиганского университета. С 1986 по 1999 он был директором университетского гербария. В 2002 году Уильям Расселл ушёл на пенсию.
В 1967 году Уильям Андерсон женился на Кристиане Еве Зайденшнур. У них родилось два ребёнка — Ребекка Кристиана и Расселл Уильям, умерший некоторое время ранее отца.
2 ноября 2013 года Уильям Расселл Андерсон скончался.
Уильям Андерсон был удостоен Премии Эйсы Грея Американского общества систематиков растений и Премии Роберта Аллертона за совершенство в ботанике тропиков Национального тропического ботанического сада.
Основным направлением исследований Андерсона были тропические растения из семейства Мальпигиевые. Вместе с Роджерсом Макво Андерсон активно занимался изучением флоры западной Мексики. Андерсон был главным редактором неоконченной монографии флоры этого региона, Flora Novo-Galiciana.

## Некоторые научные публикации
- Flora Novo-Galiciana. Vols. 5, 12, 13, 14, 15, 17. 1987—1992.

## Некоторые виды растений, названные в честь У. Р. Андерсона
- Aspilia andersonii H.Rob., 1984
- Anomospermum andersonii Krukoff, 1978
- Banisteriopsis andersonii B.Gates, 1982
- Barbacenia andersonii L.B.Sm. & Ayensu, 1976
- Calycolpus andersonii Landrum, 2008
- Cassia andersonii H.S.Irwin & Barneby, 1978
- Clidemia andersonii Wurdack, 1989
- Cuphea andersonii S.A.Graham, 1990
- Galianthe andersonii E.L.Cabral, 2000
- Gaudichaudia andersonii S.L.Jessup, 2003
- Helicteres andersonii Cristóbal, 2001
- Heterocypsela andersonii H.Rob., 1979
- Heteropterys andersonii Amorim, 2004
- Hibiscus andersonii Krapov. & Fryxell, 2004
- Inga andersonii McVaugh, 1987
- Justicia andersonii Wassh., 1992
- Koanophyllon andersonii R.M.King & H.Rob., 1980
- Lomatozona andersonii R.M.King & H.Rob., 1975
- Madagasikaria andersonii C.Davis, 2002
- Montanoa andersonii McVaugh, 1972
- Peixotoa andersonii C.E.Anderson, 1982
- Phoradendron andersonii Rizzini, 1980
- Pterandra andersonii C.E.Anderson, 1997
- Sida andersonii Fryxell, 1977
- Stachytarpheta andersonii Moldenke, 1974
- Struthanthus andersonii Kuijt, 2003
- Urvillea andersonii Ferrucci, 1985